# Годж (Луїзіана)
Годж (англ. Hodge) — селище (англ. village) в США, в окрузі Джексон штату Луїзіана. Населення — 382 особи (2020).

## Географія
Годж розташований за координатами 32°16′12″ пн. ш. 92°43′47″ зх. д. / 32.27000° пн. ш. 92.72972° зх. д. (32.270019, -92.729680).  За даними Бюро перепису населення США в 2010 році селище мало площу 3,55 км², з яких 2,50 км² — суходіл та 1,05 км² — водойми.

## Демографія
Згідно з переписом 2010 року, у селищі мешкало 470 осіб у 219 домогосподарствах у складі 129 родин. Густота населення становила 133 особи/км².  Було 266 помешкань (75/км²).
Расовий склад населення:
| - 64,9 % — білих - 31,5 % — чорних або афроамериканців - 0,4 % — азіатів - 0,2 % — корінних американців - 1,7 % — осіб інших рас |

До двох чи більше рас належало 1,3 %. Частка іспаномовних становила 2,8 % від усіх жителів.
За віковим діапазоном населення розподілялося таким чином: 20,0 % — особи молодші 18 років, 56,2 % — особи у віці 18—64 років, 23,8 % — особи у віці 65 років та старші. Медіана віку мешканця становила 45,8 року. На 100 осіб жіночої статі у селищі припадало 104,3 чоловіків;  на 100 жінок у віці від 18 років та старших — 92,8 чоловіків також старших 18 років.
Середній дохід на одне домашнє господарство  становив 37 693 долари США (медіана — 41 779), а середній дохід на одну сім'ю — 41 515 доларів (медіана — 42 443). За межею бідності перебувало 17,6 % осіб, у тому числі 40,8 % дітей у віці до 18 років та 2,1 % осіб у віці 65 років та старших.
Цивільне працевлаштоване населення становило 118 осіб. Основні галузі зайнятості: освіта, охорона здоров'я та соціальна допомога — 32,2 %, публічна адміністрація — 23,7 %, оптова торгівля — 12,7 %, виробництво — 10,2 %.